# Eurhadina sikkimensis
Eurhadina sikkimensis är en insektsart som beskrevs av Irena Dworakowska 1994. Eurhadina sikkimensis ingår i släktet Eurhadina och familjen dvärgstritar. Inga underarter finns listade i Catalogue of Life.